# 금천군 (대한민국)
금천군(金川郡)은 대한민국 황해도에 있는 대한민국의 군이다. 이북5도위원회가 관리하는 명목상의 행정 구역이다. 황해도 동남부에 위치한 군으로, 면적은 959.46km2이며, 12개 면, 111개 리를 관할하고 있다. 군청소재지는 금천면 금릉리이다.

## 행정 구역
| 면             | 면적(km2) | 리 숫자 | 리(里) |
| -------------- | --------- | ------- | --- |
| 금천면(金川面) | 82.93     | 12      | 금릉(金陵) 잠성(岑城) 영파(暎波) 중산(中山) 학현(鶴峴) 월암(月岩) 마전(馬前) 문명(文明) 갈현(葛峴) 용인(龍仁) 가덕(加德) 소학(巢鶴) |
| 고동면(古東面) | 70.36     | 8       | 송현(松峴) 구현(九峴) 강정(江亭) 구읍(舊邑) 덕산(德山) 지동(紙洞) 나성(羅城) 구성(鷗城)                                             |
| 구이면(口耳面) | 66.63     | 7       | 덕안(德安) 무릉(武陵) 미당(美堂) 월전(月田) 송천(松川) 문성(文成) 관문(冠門)                                                        |
| 산외면(山外面) | 41.65     | 5       | 신명(新明) 설학(雪鶴) 영청(永淸) 오봉(梧鳳) 황룡(黃龍)                                                                              |
| 서북면(西北面) | 79.54     | 9       | 조읍(助邑) 광신(廣新) 연홍(鷰紅) 강음(江陰) 백석(白石) 화암(花岩) 전포(典浦) 원산(圓山) 용진(龍津)                                  |
| 서천면(西泉面) | 99.51     | 11      | 시변(市邊) 이구(梨邱) 성빈(聖濱) 하남(下南) 냉정(冷井) 홍묘(洪墓) 유정(楡井) 율(栗) 상사(上舍) 두석(豆石) 봉불(烽佛)                |
| 외류면(外柳面) | 58.38     | 8       | 석두(石頭) 문수(文修) 안봉(安鳳) 대북포(大北浦) 소북포(小北浦) 청항(菁項) 실어(實於) 마우(馬友)                                     |
| 우봉면(牛峰面) | 124.27    | 11      | 송정(松亭) 마산(馬山) 장릉(長陵) 묘암(猫岩) 용성(龍城) 장지(長芝) 대오(大烏) 남정(南亭) 원명(圓明) 우봉(牛峰) 삼산(三山)            |
| 웅덕면(雄德面) | 111.39    | 12      | 백양(白陽) 신강(新江) 고릉(古陵) 용천(龍川) 고성(古城) 벽파(碧波) 매서(梅西) 법천(法川) 문탄(文灘) 어양(漁陽) 매남(梅南) 봉탄(鳳灘) |
| 좌면(左面)     |           | 7       | 구성(龜城) 고산(高山) 장현(墻峴) 암사(岩寺) 백화(白花) 송세(松細) 북산(北山)                                                        |
| 토산면(兎山面) | 102.39    | 13      | 당관(堂官) 상(上) 내(內) 외(外) 부압(浮鴨) 학산(鶴山) 연암(輦岩) 양사(陽寺) 결운(結雲) 두모(頭毛) 세읍(細邑) 장포(長浦) 행정(杏亭)  |
| 합탄면(合灘面) | 73.4      | 8       | 매후(梅後) 송탄(松灘) 도천(桃川) 마전(麻田) 구량(九良) 미산(尾山) 수합(水合) 수원(水源)                                             |

## 참고 문헌
- “황해도 시군 소개”. 이북5도위원회.
- “황해도 기구 및 정원”. 이북5도위원회.

## 같이 보기
- 금천군